# سید جمال ساداتیان
سید جمال ساداتیان (زاده ۲۲ شهریور ۱۳۳۵) تهیه‌کننده اهل ایران است.

## تهیه‌کننده
- زن و بچه (۱۴۰۳)
- متری شیش و نیم (۱۳۹۷)
- جامه‌دران (۱۳۹۳)
- سایه روشن (۱۳۹۲)
- آذر، شهدخت، پرویز و دیگران (۱۳۹۲)
- انتهای خیابان هشتم (۱۳۹۰)
- برف روی کاج‌ها (۱۳۹۰)
- هفت دقیقه تا پاییز (۱۳۸۸)
- شبانه روز (۱۳۸۷)
- دایره زنگی (۱۳۸۶)
- چهارشنبه سوری (۱۳۸۴)
- شوریده (۱۳۸۳)
- به رنگ ارغوان (۱۳۸۳)
- به من نگاه کن (۱۳۸۲)
- جوجه اردک من (۱۳۸۱)
- سریال خواب و بیدار (۱۳۸۰–۱۳۸۱)

## جوایز و افتخارات
- برنده سیمرغ بلورین فیلم برگزیده تماشاگران از بیست و چهارمین دوره جشنواره فیلم فجر برای فیلم چهارشنبه سوری - ۱۳۸۴
- برنده سیمرغ بهترین فیلم از بیست و هشتمین دوره جشنواره فجر برای فیلم به رنگ ارغوان - ۱۳۸۸
- برنده سیمرغ بهترین فیلم از سی و دومین دوره جشنواره فجر برای فیلم آذر، شهدخت، پرویز و دیگران - ۱۳۹۲
- کاندید سیمرغ بلورین فیلم برگزیده تماشاگران از سی و هفتمین دوره جشنواره فیلم فجر برای فیلم متری شیش و نیم - ۱۳۹۷[۱]